# Parc national de la Drina
Le parc national de la Drina est le quatrième parc national de Bosnie-Herzégovine et le troisième de la république serbe de Bosnie. Il a été fondé en 2017 et couvre une superficie de 63 km². La ville la plus proche est Srebrenica. Il est situé de l'autre côté de la rivière Drina par rapport au parc national de Tara en Serbie .

## Géomorphologie
Les spécificités géomorphologiques sont liées à la vallée - canyon de la rivière Drina et de ses affluents. La gorge du canyon de la Drina est la plus prononcée à l'embouchure de Crni Potok, où la profondeur maximale du canyon est de 976 mètres. Crni potok a une source à plus de 1 100 mètres d'altitude et après seulement 6 km d'écoulement à l'embouchure de la Drina surmonte une chute de plus de 800 mètres.

## Biodiversité
Les espèces végétales caractéristiques du parc national de la Drina sont l'épicéa de Serbie (Picea omorika), l'espèce endémique de centaurée brune (Centaurea jacea), qui avec Edraianthus jugoslavicus, Daphne malyana et Sesleria tenuifolia (sv) font partie des plantes endémiques. Les espèces animales particulièrement importantes sont l'ours brun (Ursus arctos), le chamois (Rupicapra rupicapra) et l'aigle royal (Aquila chrysaetos) .

## Histoire
Historiquement, le parc national appartient à une zone géographique appelée Osat, qui était autrefois une unité administrative. Au siècle dernier, la région d'Osat était connue pour ses excellents constructeurs de donjons et projets architecturaux spécifiques, dont Ivo Andrić a parlé dans sa nouvelle « Osatičani ». De nombreux bâtiments (cabanes en rondins) en Serbie et en Bosnie-Herzégovine témoignent de leur savoir-faire.
Dans la zone de ce parc se trouve le site archéologique de Skelani réparti sur plusieurs localités. Il a été déclaré monument national de Bosnie-Herzégovine, il se compose d'une colonie romaine, de deux basiliques paléochrétiennes, de tombes à l'intérieur et d'objets conservés au musée national de Sarajevo et au musée archéologique « Municipalité romaine » à Skelani.

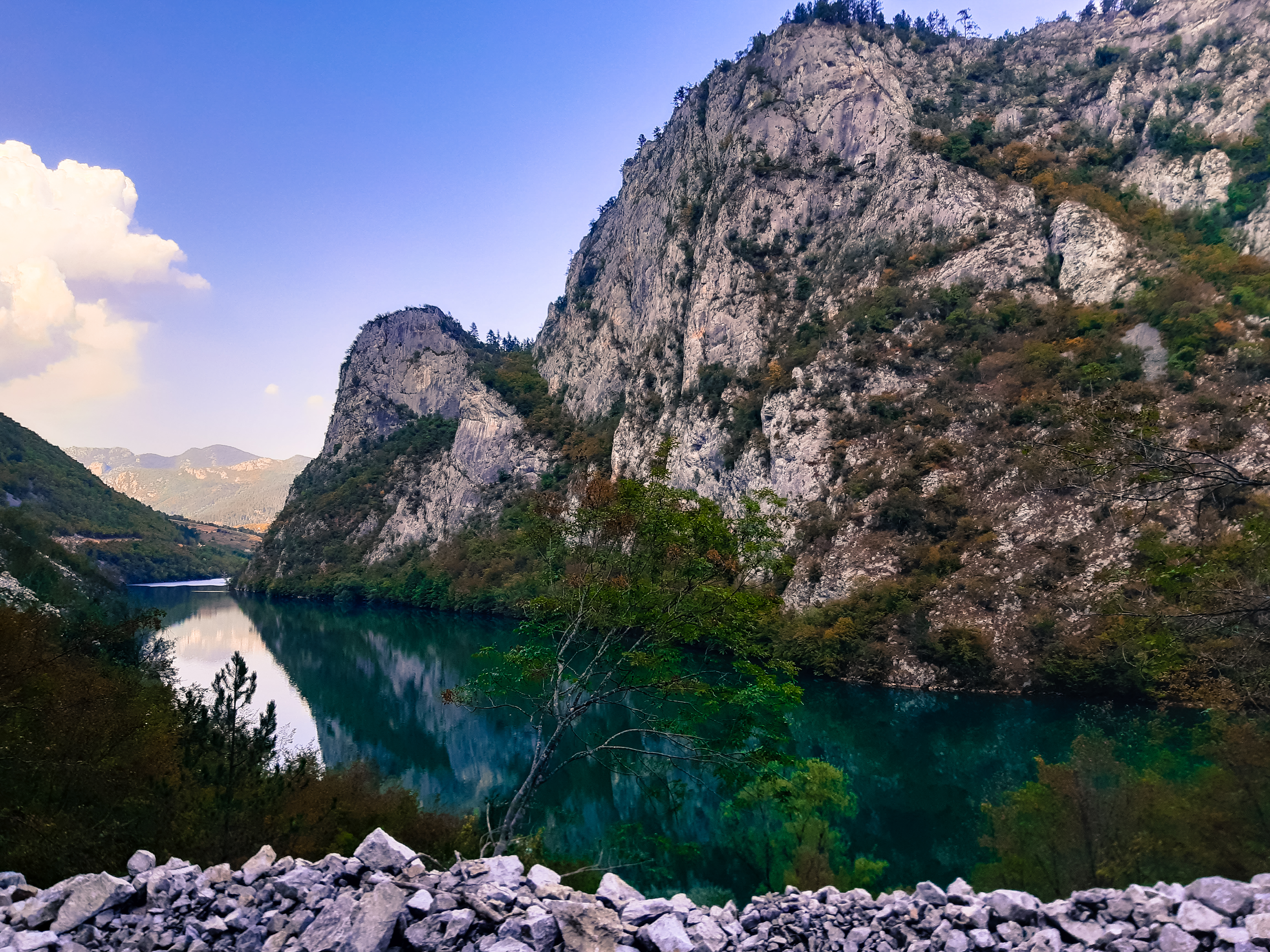
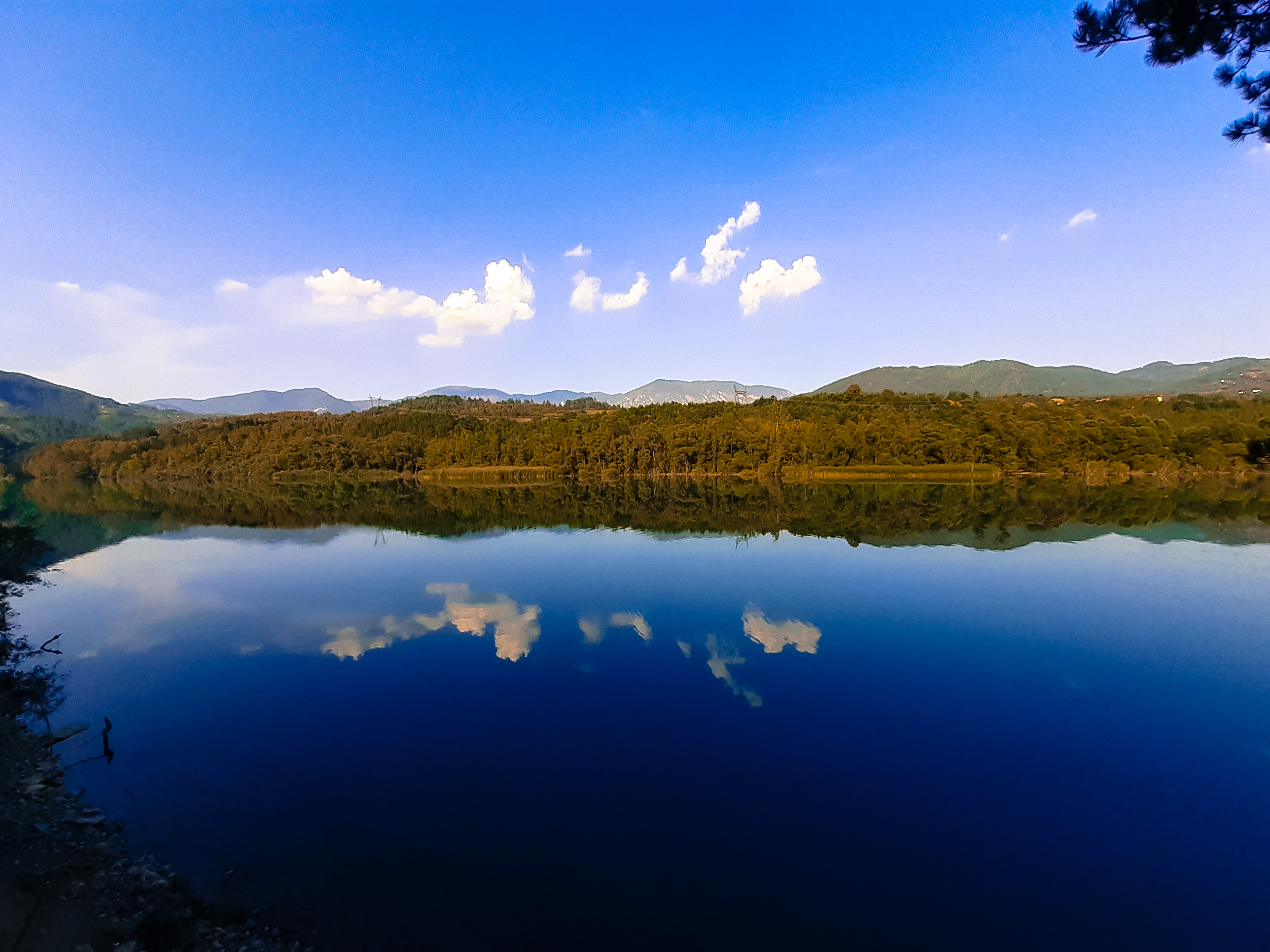
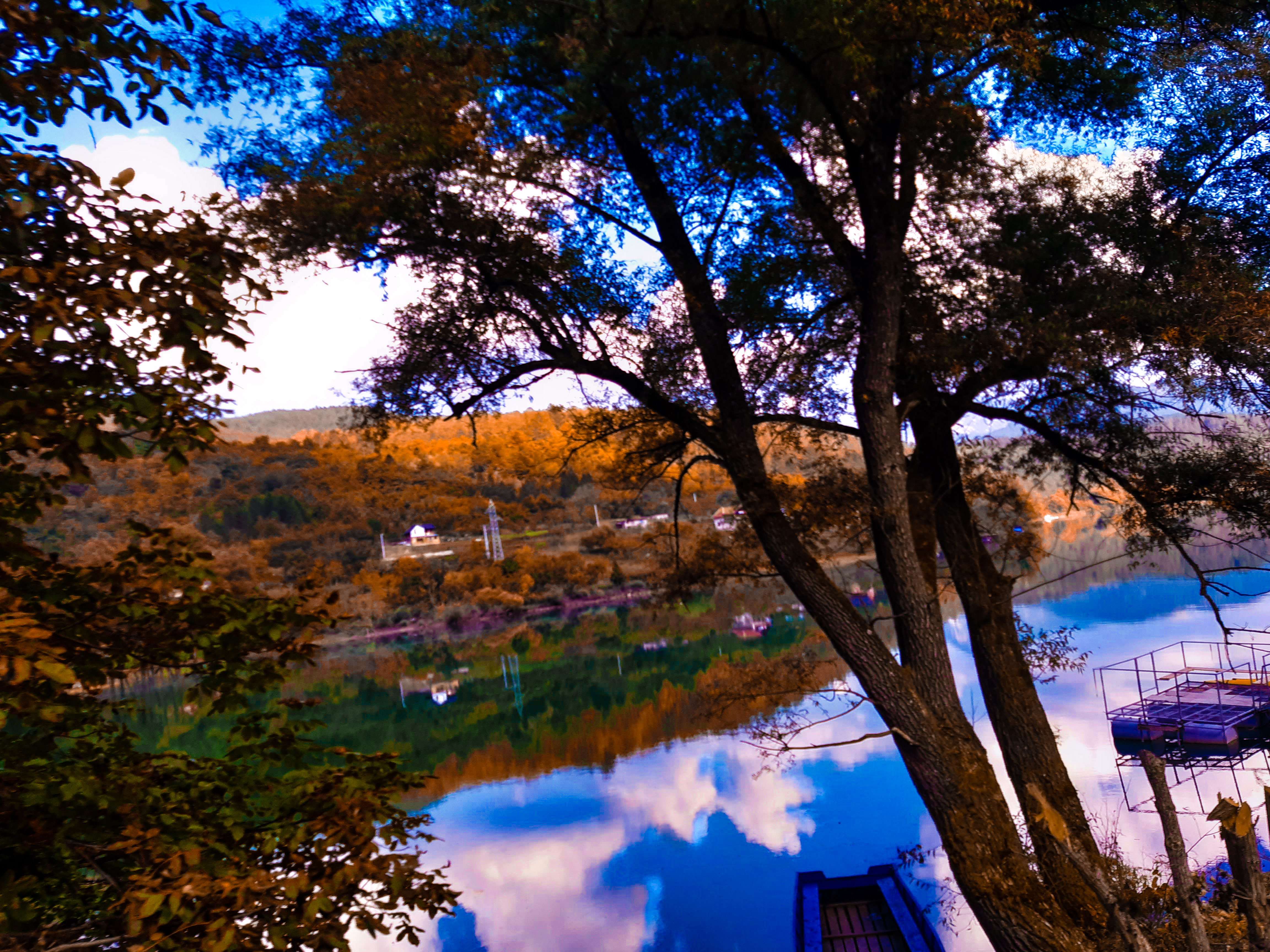
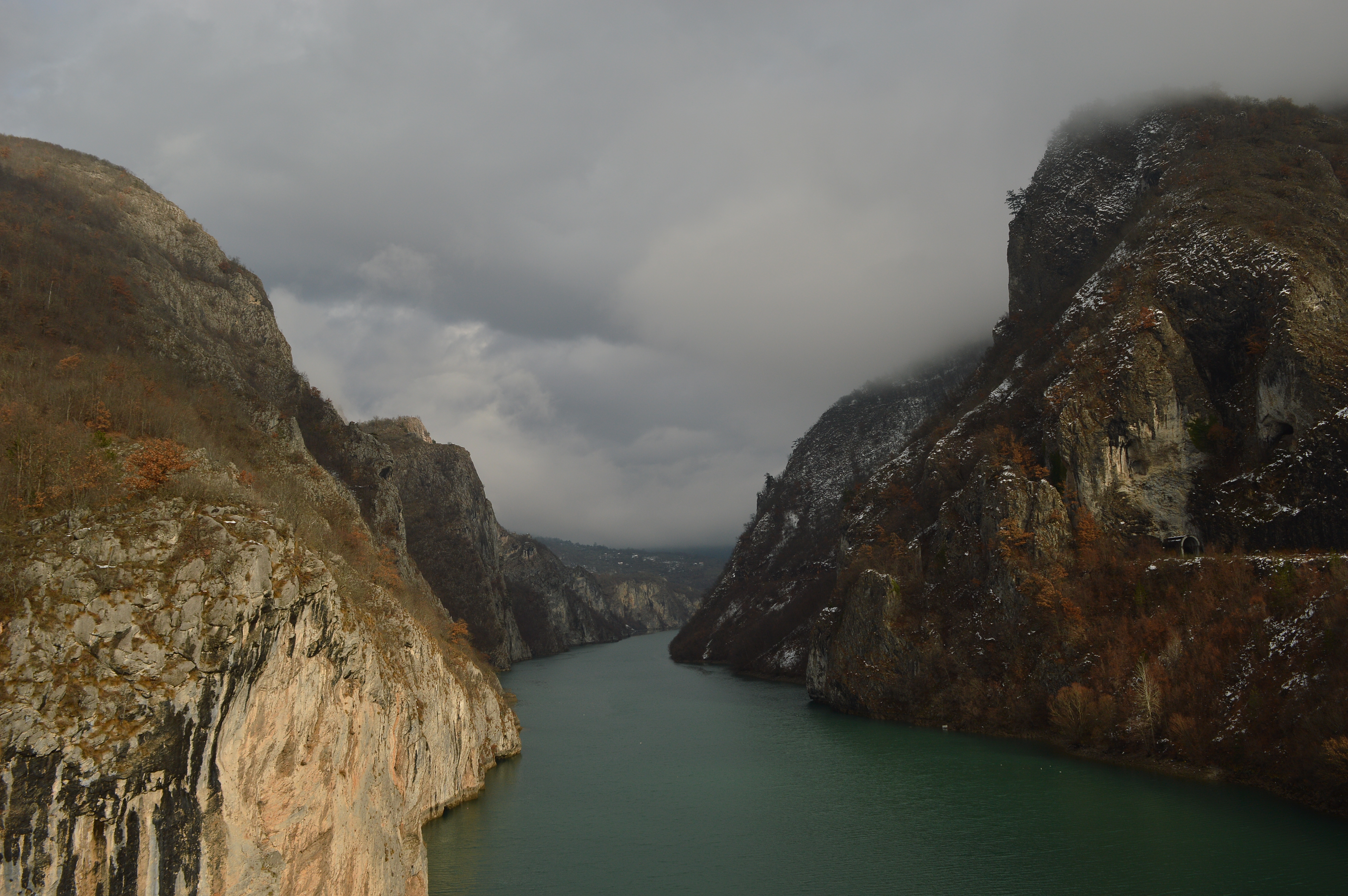

## Référence
1. 1 2 3   (sr) « Drina National Park - a new protected property in the Republic of Srpska » [archive du 18 février 2019], Republic Institute for protection of cultural-historical and natural heritage (consulté le 27 février 2019)
2. ↑  « Arheološko područje Skelani », Komisija za nacionalne spomenike (consulté le 13 septembre 2016)